# 維氏冕狐猴
維氏冕狐猴（学名：[Propithecus verreauxi] 错误：{{Lang}}：文本有斜体标记（帮助））是大狐猴科冕狐猴属的一种。

## 分类
它们居住在马达加斯加雨林、西部干燥落叶林和干燥针叶林中。

## 特征
体毛较厚而柔软，通常为白色，头顶、四肢和身体两侧则为褐色。与其他冕狐猴一样，它们的尾巴很长，用于平衡树丛之间的跳跃。

## 习性
維氏冕狐猴一般以小规模的群体生活，早晨和黄昏时分出外觅食，白天时间则主要用于休息。